# ساتناپالی
ساتناپالی (به انگلیسی: Sattenapalle) یک منطقهٔ مسکونی در هند است که در Sattenapalle mandal واقع شده‌است. ساتناپالی ۲۲٫۸۱ کیلومتر مربع مساحت و ۵۶٬۷۲۱ نفر جمعیت دارد و ۷۱ متر بالاتر از سطح دریا واقع شده‌است.